# Gymnogramma hookeri
Gymnogramma hookeri là một loài dương xỉ trong họ Pteridaceae. Loài này được J. Sm. ex Baker mô tả khoa học đầu tiên năm 1868.